# Госпа Булбул
Госпа Булбул (شیریں خاتون) била је једна од конкубина османског султана Бајазита II те мајка принца Ахмеда и Махмуда; султанија Селчук, Гевхермулук, Хунди и Хатиџе. Њено име значи "славуј".
Након погубљења свог сина, сва њена имовина припала је њеној унуци султанији Камершах, ћерки принца Ахмеда. Дала је саградити гробницу за свог сина, у којој је и сама покопана.
Била је де факто миљеница принца Бајазита, са којим је имала највише деце.